# Sards
|  | Aquest article tracta sobre el poble actual. Si cerqueu el poble de l'antiguitat, vegeu «sherden». |

Els sards són un poble d'Europa meridional que habita a Sardenya, illa del Mediterrani occidental i regió autònoma de l'estat italià.

## Etimologia

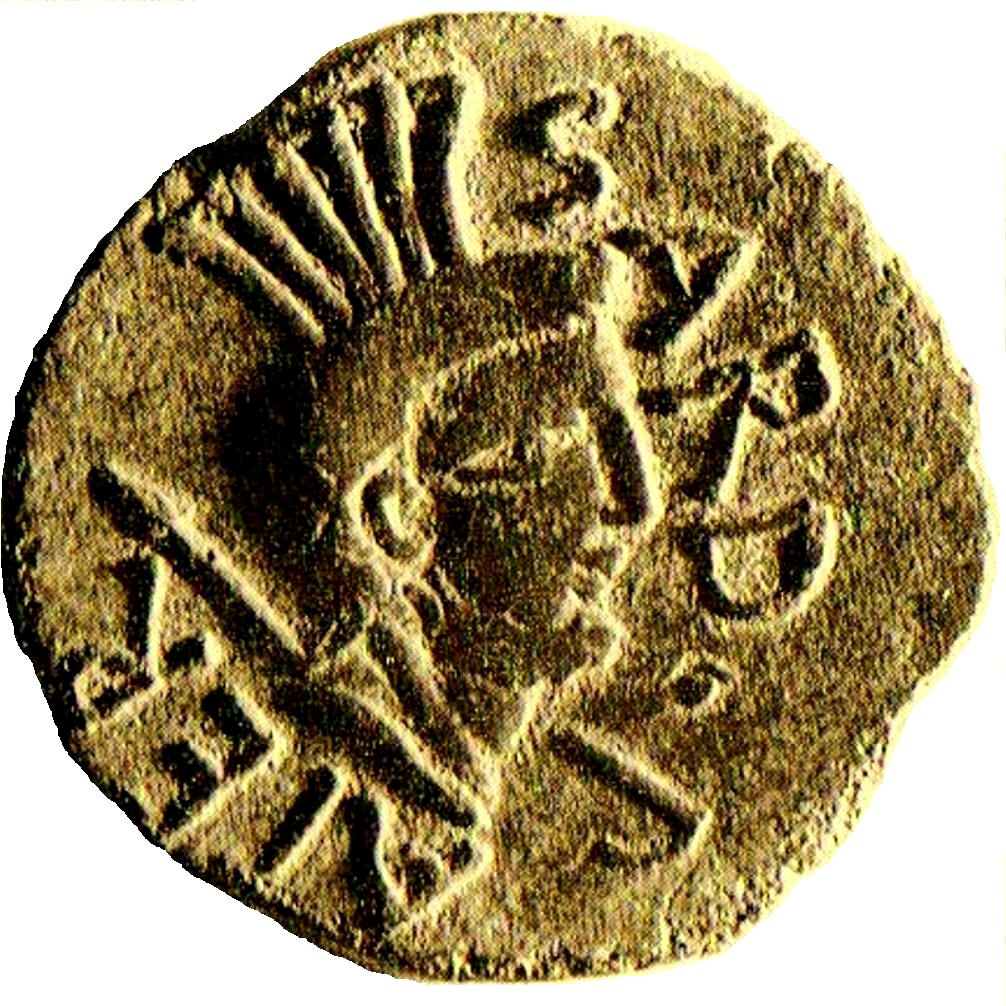
Representació del Sardus Pater en una moneda romana (59 aC)

El etnònim "s(a)rd" pertany al substrat lingüístic pre-indoeuropeu. El nom fa la seva primera aparició en l'estela de Nora, on la paraula Šrdn testifica l'existència del nom quan van arribar per primera vegada els comerciants fenicis. D'acord amb el Timeu, un dels diàlegs de Plató, Sardenya i la seva gent, els "Sardonioi" (Σαρδονιοι), podrien haver estat nomenats en honor de Sardó (Σαρδώ), una llegendària dona nascuda a Sardes (Σάρδεις), capital de l'antic regne de Lidia en Anatòlia. Pausanias i Sal·lusti diuen que era un heroi líbic i fill d'Hèrcules, reverenciat com Sardus Pater Babai ("Pare Sard" o "Pare dels Sards"), el qual va donar a l'illa el seu nom. També se creu que els antics Sards foren associats amb els sherden (šrdn en egipci), un dels pobles del mar. L'etnònim va ser després romanitzat com sardus (sarda en femení).

## Llengua
La llengua pròpia de la major part del sards és el sard, llengua romànica que es considera una de les més conservadores, si no la més conservadora, de les llengües derivades del llatí. També es troben illes lingüístiques on es parla un dialecte del català (a l'Alguer) i el lígur (a Carloforte i Calasetta). Les llengües autòctones del territori estan sent substituïdes per l'italià (sovint parlat en una varietat regional) en les noves generacions, per efecte de la italianització recent de l'illa.

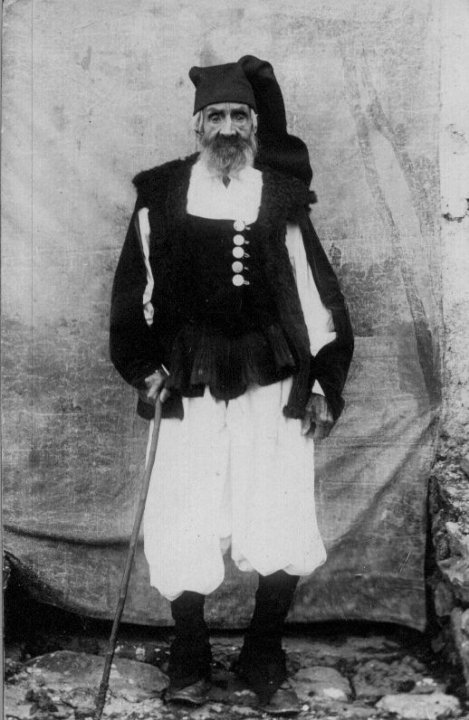
Home ultra nonagenari d'Ulassai (anys 50)

## Esperança de vida i longevitat
L'esperança mitjana de vida és de 81,9 anys (84,9 per a les dones i de 78,9 per als homes). La Sardenya és la primera “zona blava” (blue zone) descoberta, és a dir una zona demogràfica i / o geogràfica del món on la gent viu una vida sensiblement més llarga. Els sards, al costat de la gent d'Okinawa (Japó), són un dels pobles més longeus en el món (22 centenaris / 100.000 habitants). Els factors clau d'una alta contentració de centenaris s'identifiquen en la genètica de la població de l'illa, però sobretot en l'estructura social.